# I Loved a Soldier
I Loved a Soldier ist ein unvollendet gebliebener US-amerikanischer Spielfilm aus dem Jahre 1936 von Henry Hathaway mit Marlene Dietrich und Charles Boyer in den Hauptrollen. Der Film ist ein Remake von Lajos Biros Hotel Stadt Lemberg.

## Handlung
Erster Weltkrieg, Galizien 1915. In der im Osten Österreich-Ungarns gelegenen Provinzstadt Lemberg sind in einem Hotel nach dem Abzug der k.u.k-Truppen nur wenige Angestellte zurückgeblieben. Der österreichische Leutnant Paul Almasy, der den Abmarsch seiner Einheit aufgrund totaler Erschöpfung verschlafen hat, verkleidet sich als Kellner, um bei der Einnahme durch den russischen Gegner nicht als Kriegsgefangener fortgeschafft zu werden. Der Zarengeneral Juschkiewitsch schlägt im Hotel sein Hauptquartier auf, die Gegend ist durchsetzt von russischen Spionen.
Einer der Russen ist gerade dabei, den Plan der derzeitigen österreichischen Stellungen an seinen Kommandanten weiterzuleiten. Der österreichische Offizier erschießt den Mann und rettet damit das Dokument vor dem Feind. Dabei hilft ihm Anna Sedlak, das Stubenmädchen des Hotels. Sie verhilft ihm zur Flucht. Als die österreichische Armee wieder vorrückt und die russischen Besatzer vertreibt, wird Almasy mit einem Orden wegen Tapferkeit vor dem Feind ausgezeichnet. Der Offizier teilt diese Auszeichnung mit Anna, in die er sich verliebt hat und die er heiraten will.

## Produktionsnotizen
Die Dreharbeiten fanden zu Beginn des Jahres 1936 statt. Dabei kam es zu Drehbuchproblemen und schweren Auseinandersetzungen zwischen dem Star Dietrich und ihrem Regisseur Hathaway. Die künstlerischen Differenzen führten dazu, dass Produzent Ernst Lubitsch sich nach einigen Wochen dazu entschloss, die Dreharbeiten abbrechen zu lassen. Nichts von dem bereits abgedrehten Filmmaterial scheint überlebt zu haben.
Gleich im Anschluss daran, von Mitte April bis Anfang Juli 1936, traten die Dietrich und Filmpartner Boyer erneut vor die Kamera und drehten das schwermütige Trappistenmönch-Farbmelodram Der Garten Allahs.
Im Herbst 1938 entschloss man sich dazu, eine Neuverfilmung des Biro-Stoffs erneut anzugehen. Diesmal beließ man es bei dem Originaltitel Hotel Imperial, den schon die 1927er-Stummfilmversion mit Pola Negri trug, und wählte diesmal als Stars die Italienerin Isa Miranda und den Waliser Ray Milland.

## Kritiken
Da der Film unvollendet blieb, existieren auch keine Kritiken.